# Annie Denton Cridge
Annie Denton Cridge (Darlington, Inglaterra 1825 - Riverside, California mayo de 1875) fue una sufragista, socialista, feminista y escritora norteamericana.

## Biografía
Annie Denton nació en Darlington, Inglaterra, en 1825. Emigró con su familia a los Estados Unidos en la década de 1840. Tuvo dos hijos y una hija. Uno de sus hijos falleció en 1857. Con su marido Alfred Cridge editó el periódico The Vanguard en Cleveland. En 1870 abandonó a su familia en Washington D. C. y se fue a Riverside, California para cultivar naranjas, con la intención de "demostrar que la salvación de las mujeres está en el cultivo de la tierra". En 1884 su hijo Alfred Denton Cridge (1860-) publicó la novela "Utopia; Or, The History of an Extinct Planet, Psychometrically Explained" en la que se identifica a sí mismo como su hijo.

### Los derechos de los hombres y otras utopías
En los relatos que conforman su obra Man's Rights; Or, How Would You Like It? (cuya traducción literal sería Los derechos del hombre, o ¿Qué tal si las cosas fueran así?), Denton maneja la ironía y el humor, para realizar un análisis agudo, lúcido y crítico de la situación de las mujeres en la sociedad de su época a través de una fábula ingeniosa. La autora imagina, en sus sueños, un mundo en el que los papeles o roles tradicionales de hombres y mujeres están invertidos. Son ellas las que dirigen los negocios, se dedican a la ciencia, la literatura y las profesiones liberales, mientras los hombres, privados de educación y de expectativas, se encargan de las tareas domésticas, el cuidado de las criaturas y muchos trabajos ingratos. Pero los hombres comienzan a organizarse para reclamar la igualdad. En definitiva, la autora deja claro en esta original propuesta, que solo la educación redimirá a los hombres que habitan en el país de sus sueños y defiende, un orden social donde hombres y mujeres tengan los mismos derechos y las mismas oportunidades.
El último sueño, que no transcurre en un país remoto, sino en los Estados Unidos, tiene influencias del transcendentalismo, movimiento filosófico y literario que atrae a numerosas personas reformistas defensoras de los derechos de las mujeres y de la abolición de la esclavitud, propugnando la relación entre las personas y la naturaleza. La autora describe en el último sueño una vuelta a la naturaleza y a la vida en el campo liderada por mujeres, como respuesta a los problemas sociales y laborales que tenían en las ciudades. En el medio rural podrán gozar de independencia y bienestar económicos, tan difíciles de lograr en los entornos urbanos e industriales.

## Obras
- My Soul's Thraldom and Its Deliverance, en "Social Revolutionist" (1856).
- The Crum Basket (1868).
- "The Society of Co-Workers" en Boston Investigator, 1 de abril.[5]
- Man's Rights; Or, How Would You Like It? Libro publicado en 1870 en Boston por su hermano William Denton son cinco sueños [Sueños 1, 2, 3, 4, 5]. Los nueve sueños se publicaron en la revista de las hermanas Victoria C. Woodhull y Tennie C. Claflin, Woodhull and Claflin's Weekly, New York entre septiembre y noviembre de 1870.[6] Traducido a español en 2013 por Isabel Alquézar y Berta Lázaro.[7][8]